# Charon (band)
 For alternative betydninger, se Charon. (Se også artikler, som begynder med Charon)
Charon er et gothic metal band fra Raahe, Finland.

## Medlemmer
- Juha-Pekka Leppäluoto - Vokal
- Lauri Tuohimaa - Guitar
- Antti Karihtala - Tromer
- Teemu Hautamäki - Bas

### Tidligere medlemmer
- Jasse von Hast - Guitar
- Pasi Sipilä - Guitar

## Diskografi

### Album
- Sorrowburn (1998)
- Tearstained (2000)
- Downhearted (2001)
- The Dying Daylights (2003)
- Songs for the Sinners (2005)

### Singler
- "Little Angel" (2001)
- "In Trust of No One" (2003)
- "Religious/Delicious" (2003)
- "Ride on Tears" (2005)
- "Colder" (2005)

### Opsamlingsalbum
- A-Sides, B-Sides & Suicides (2010)

### Officielle videoer
- "November's Eve"
- "Little Angel"
- "Colder"
- "Ride on Tears"